# Луций Корнелий Долабелла (дуумвир)
Лу́ций Корне́лий Долабе́лла (лат. Lucius Cornelius Dolabella; умер после 178 года до н. э.) — древнеримский государственный деятель из патрицианского рода Корнелиев Долабелл, корабельный дуумвир в 180—178 годах до н. э.

## Биография
Луций Корнелий Долабелла, возможно, — племянник Гнея Корнелия Долабеллы, священного царя c 208 по 180 год до н. э., отец Публия Корнелия Долабеллы, дед Луция Корнелия Долабеллы, проконсула Дальней Испании в 99 году до н. э., и, вероятно, Гнея Корнелия Долабеллы, консула 81 года до н. э.
К 180 году до н. э. Луций Корнелий Долабелла — корабельный дуумвир, то есть, начальник флота (лат. Duoviri navales) Римской республики.
Когда в 180 году до н. э. его дядя, Гней Корнелий Долабелла, умер, Луций Корнелий Долабелла попытался стать его преемником в должности священного царя. Великий понтифик Гай Сервилий Гемин потребовал от Долабеллы перед инавгурацией сложить полномочия корабельного дуумвира, но тот отказался это сделать, был оштрафован и обратился с апелляцией к народному собранию. Когда несколько триб уже проголосовало против действий Луция Корнелия Долабеллы, какое-то небесное знамение прервало собрание и позволило великому понтифику отменить утверждение Луция Корнелия Долабеллы в новой должности. Новым священным царём стал Публий Клелий Сикул.
Луций Корнелий Долабелла оставался в должности корабельного дуумвира по крайней мере до 178 года до н. э., когда с коллегой Гаем Фурием флотом из двадцати кораблей защищал от нападений иллирийцев восточное побережье Апеннинского полуострова между Анконой и Тарентом.